# William Donne
Pour les articles homonymes, voir Donne (homonymie).
William Stephens Donne, né le 2 avril 1875 à Wincanton et mort le 24 mars 1934 à Castle Cary, est un joueur britannique de cricket. 

## Biographie
William Donne étudie à la King's School de Burton. Il participe à l'unique match de cricket aux Jeux olympiques en 1900 à Paris. La Grande-Bretagne bat la France par 158 courses et remporte donc la médaille d'or.
Il devient représentant du Somerset à la Rugby Football Union (RFU) en 1902. William Donne sert dans l'armée lors de la Première Guerre mondiale dans l'infanterie légère. Après la guerre, il est président de la RFU de 1924 à 1925.